# Tasnádbajom község
Tasnádbajom község (románul: Comuna Boianu Mare) község Bihar megyében, Romániában. Központja Tasnádbajom, beosztott falvai Hutatelep, Korbolyatelep, Ruzsatag, Úsztató.

## Népessége
A 2011-es népszámlálás adatai alapján a község népessége 1343 fő volt.